# ロマーノ・プローディ

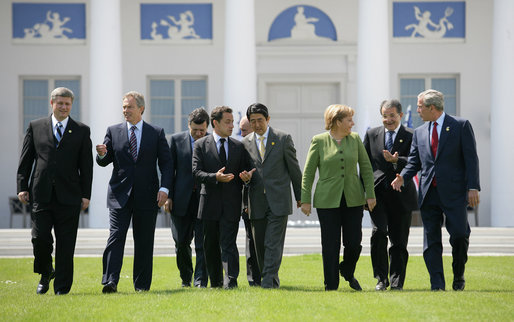
第33回主要国首脳会議（ハイリゲンダムサミット）にて、右から2番目（2007年）

ロマーノ・プローディ（ Romano Prodi、1939年8月9日 - ）は、イタリアの経済学者、政治家。
首相（第76・80代）、下院議員（2期）、民主党議長（初代）、欧州委員会委員長（第10代）、商工大臣（第2次ジュリオ・アンドレオッティ内閣）、レッジョ・エミリア市議会議員を歴任。

## 概要

### 大学教授から政界へ
エミリア＝ロマーニャ州レッジョ・エミリア県スカンディアーノ出身。ミラノカトリック大学を卒業後、ロンドン・スクール・オブ・エコノミクス(LSE)で学ぶ。1963年からボローニャ大学において産業政策の講師となり、1966年には同助教授、1971年から教授として活動する。
1978年、産業政策の実績を買われ、第4次アンドレオッティ内閣で商工大臣に就任。

### オリーブの木
1995年2月、シルヴィオ・ベルルスコーニ首相率いる与党・フォルツァ・イタリアに対抗する中道左派勢力の首相候補として名乗りを上げ、下院（代議院）選挙への出馬を表明。中道左翼連合「オリーブの木」を結成し議長に就任した。
1996年4月の総選挙で勝利し、5月17日首相に就任。約2年半後の1998年10月9日、共産主義再建党の閣外協力が得られなくなったことをうけて内閣総辞職した。その後活動の場を欧州委員会に移し、1999年9月から2004年11月まで欧州委員会委員長を務めた。

### ルニオーネ
2005年、オリーブの木を発展させた中道左派連合「ルニオーネ」を結成。2006年の総選挙ではルニオーネを率いてベルルスコーニ政権の中道右派連合「自由の家」に挑み、僅差で勝利。再び首相に就任した。
しかし左派からキリスト教民主主義政党までを含む9会派連立政権の運営には苦心し続け、2007年2月21日にはイタリア共和国軍のアフガニスタン駐留延長を含む外交方針案が一部の与党議員による造反によって否決された事を受け、ナポリターノ大統領に辞表を提出。野党連合は総選挙を求めたが、大統領は辞表を正式には受理せず続投を要請。翌月両院の信任を受けて危機を乗り切った。
その後中道左派政党を結集すべく、ルニオーネの中心政党でイタリア共産党の流れをくむ左派「左翼民主主義者」と中道右派「マルゲリータ」を合流させ、新党・「民主党」を結成し議長に就任した。
2008年1月、ルニオーネに所属していた「欧州民主連合・人民」書記長のクレメンテ・マステッラ（司法大臣）が自身への汚職捜査に対する不満と小選挙区制の復活を柱にする選挙制度案への危機感から連立離脱を表明。政権は上院で少数与党となった。
これをうけて2008年1月24日、上院で内閣信任決議案の投票が行われたが、その結果は賛成156、反対161、棄権1、で決議案は否決されたため、プローディは内閣総辞職を大統領に通知、政権は崩壊した。大統領は暫定政権の構築を試みたが調整がつかず、結局2月6日に議会を解散した。プローディはその直後の記者会見で今度の総選挙には出馬せず、政界から引退すると発表した（なお憲法の規定に基づき、大統領が次期首相を指名するまでプローディは首相の職務を遂行した）。

### 政界引退後
2013年5月15日にジョルジョ・ナポリターノ大統領の任期が切れることに伴い、フランコ・マリーニ元上院議員とともに候補として名前が挙がったが、必要な票数を獲得できなかった。

## プローディ内閣
- 第1次プローディ内閣 を参照。
- 第2次プローディ内閣 を参照。

## プローディ委員会
- プローディ委員会 を参照。

## 略歴

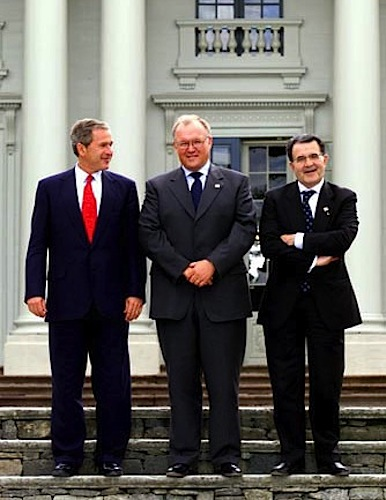
ジョージ・W・ブッシュ（米大統領）、ヨーラン・ペーション（スウェーデン首相）と談笑（2001年）

### 経歴
- 1963年 - ボローニャ大学政治学部の助手となる。
- 1966年 - 同校同学部の非常勤教授となる。
- 1971年 - 同校政治経済学講座の教授となる。
- 1974年 - イル・ムリーノ会長に就任。
- 1982年 - 産業復興公社 (IRI) 総裁に就任。
- 1993年 - IRI 総裁に再任。
- 1994年
  - 5月31日 - IRI 総裁を辞任。

### 政歴
- 1963年 - レッジョ・エミーリア市議会議員選挙（キリスト教民主主義公認）当選。
- 1978年 - 商工大臣（第4次アンドレオッティ内閣）就任。
- 1996年
  - 4月21日 - 代議院議員選挙（無所属 - オリーブの木）当選。
  - 5月17日 - 第76代首相就任、第1次プローディ内閣発足。
- 1998年
  - 10月9日 - 代議院で内閣不信任決議案可決、賛成313・反対312。
  - 10月21日 - 首相退任。マッシモ・ダレマ内閣発足。
- 1999年
  - 2月5日 - 民主オリーブの木結成。
  - 5月5日 - 欧州議会が欧州委員会委員長任命案承認、賛成392・反対72・棄権41。
  - 9月15日 - 欧州議会が欧州委員会人事案承認、賛成414・反対142・棄権70。
  - 9月17日 - 欧州委員長就任、プローディ委員会発足。
- 2004年
  - 10月30日 - 欧州委員長退任。
- 2005年
  - 2月10日 -「ルニオーネ」（連合）結成。
  - 2月25日 - ルニオーネ代表就任。
  - 10月16日 - ルニオーネの首相候補予備選挙で勝利。
- 2006年
  - 4月9日 - 代議院議員選挙（無所属 - ルニオーネ）2期目当選。
  - 5月17日 - 第80代首相就任、第2次プローディ内閣発足。
- 2007年
  - 10月27日 - 民主党結成、議長就任。
- 2008年
  - 1月24日 - 上院で内閣信任決議案が否決。大統領に辞表提出。
  - 2月6日 - 政界からの引退を表明。
- 2012年
  - 11月 - 日本政府より旭日大綬章授与